# Johann Erichson (Schulmann)
Johann Erichson (* 24. Oktober 1700 in Sternberg; † 26. Mai 1779 in Starkow) war ein deutscher Theologe und Schulmann (Pädagoge).

## Leben
Über Erichsons Ausbildung ist wenig bekannt. 1720 schrieb er sich zum Studium an der Universität Rostock ein. Er schlug eine Professur an der Universität in Kiel aus. 1741 wurde er Konrektor und bald darauf Rektor des deutschen Gymnasiums in Stockholm.
1745 wurde er Pastor in Starkow an der St.-Jürgen-Kirche, wo er bis zu seinem Tod im Jahr 1779 wirkte.

## Werke
- Erichson veröffentlichte in Stockholm theologische und pädagogische Schriften sowie Beiträge zu Johann Carl Dähnerts Schriften „Die Kritischen Nachrichten“ und „Die Pommersche Bibliothek“.
- Außerdem veröffentlichte er in der Bibliotheca Runica, worin zuverlässige Nachrichten von den Schriftstellern über Runische Literatur ertheilet werden (1766).